# Mohamed Kanu
Mohamed Kanu (Freetown, 5 juli 1968) is een voormalig voetballer uit Sierra Leone.

## Carrière
De verdediger begon z'n carrière bij Freetown United. Later speelde hij ook nog voor Mighty Blackpool in eigen land en speelde vervolgens respectievelijk voor Eendracht Aalst, Eendracht Hekelgem, KV Oostende, SK Beveren, Cercle Brugge en Rekkem Sport.

## Cercle-speler van het jaar
Kanu speelde 5 seizoenen bij Cercle en werd daarbij twee keer verkozen tot Cercle-speler van het jaar (2000 en 2003)